# Medon dilutus
Medon dilutus är en skalbaggsart som först beskrevs av Wilhelm Ferdinand Erichson 1839.  Medon dilutus ingår i släktet Medon, och familjen kortvingar. Enligt den svenska rödlistan är arten sårbar i Sverige. Arten förekommer på Gotland. Artens livsmiljö är skogslandskap.